# دوربین پیشرفته نقشه‌برداری
دوربین نقشه‌برداری پیشرفته در اول مارس سال ۲۰۰۲ توسط سفینه فضایی کلمبیا به فضا پرتاب شد و بر روی تلسکوپ هابل نصب شد. این دوربین وضوح تصاویر هابل را تا ۱۰ برابر افزایش داد.
این دوربین دارای مزایایی از قبیل وضوح بسیار زیاد، بازده کوانتومی و فیلترهای امولسیوندار پرقدرت است. عکس‌های گرفته شده پس از نصب این دوربین نقاطی از جهان را نشان دادند که قبل از آن هرگز دیده نشده بودند. یک نمونه معروف عکسHUDF است که سحابی به فاصله ۱۳٫۵ میلیارد سال نوری را نشان می‌دهد. همچنین این دوربین پدیده‌های مختلفی از ستاره‌های دنباله‌دار در منظومه شمسی تا دورترین اخترنماها را برای بشر روشن کرد.

## کانال‌ها و ردیاب‌ها
این دوربین شامل سه کانال مختلف با وظایف متفاوت است.

### WFC
این کانال پر استفاده‌ترین کانال است که ردیابش شامل دو دستگاه جفت‌کننده بار ۲۰۴۸×۴۰۹۶ است که در جمع ۱۶٫۷ مگا پیکسل کیفیت دارد. این کانال توسط(SIT) ساخته شده‌است همچنین این کانال از رنج طیف سنجی به میزان ۳۵۰-۱۱۰۰ نانومتر دارد. این کانال هم‌اکنون به دلیل برخی مشکلات الکترونیکی غیر فعال است.

## نگارخانه

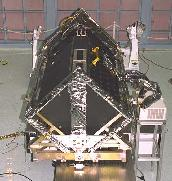
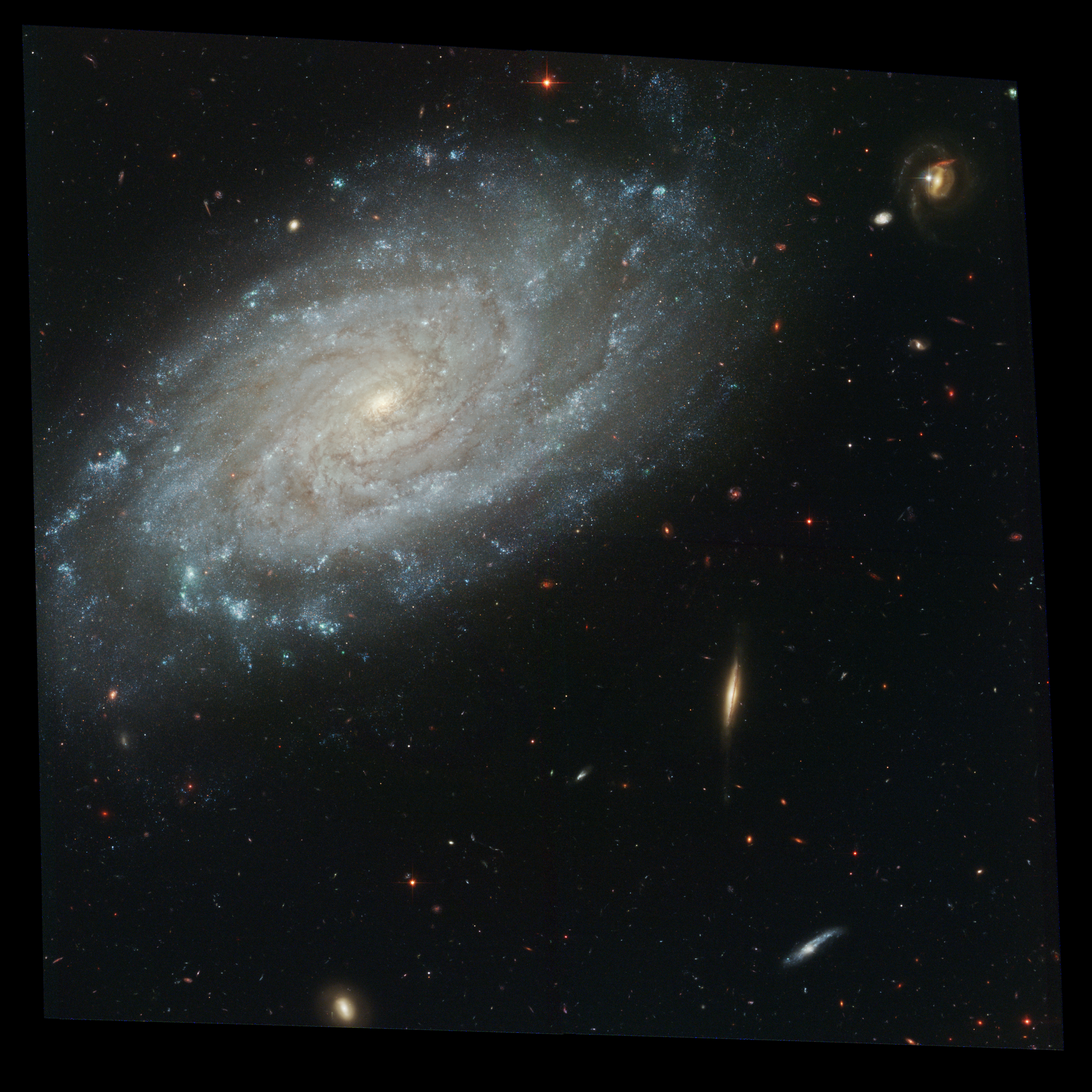
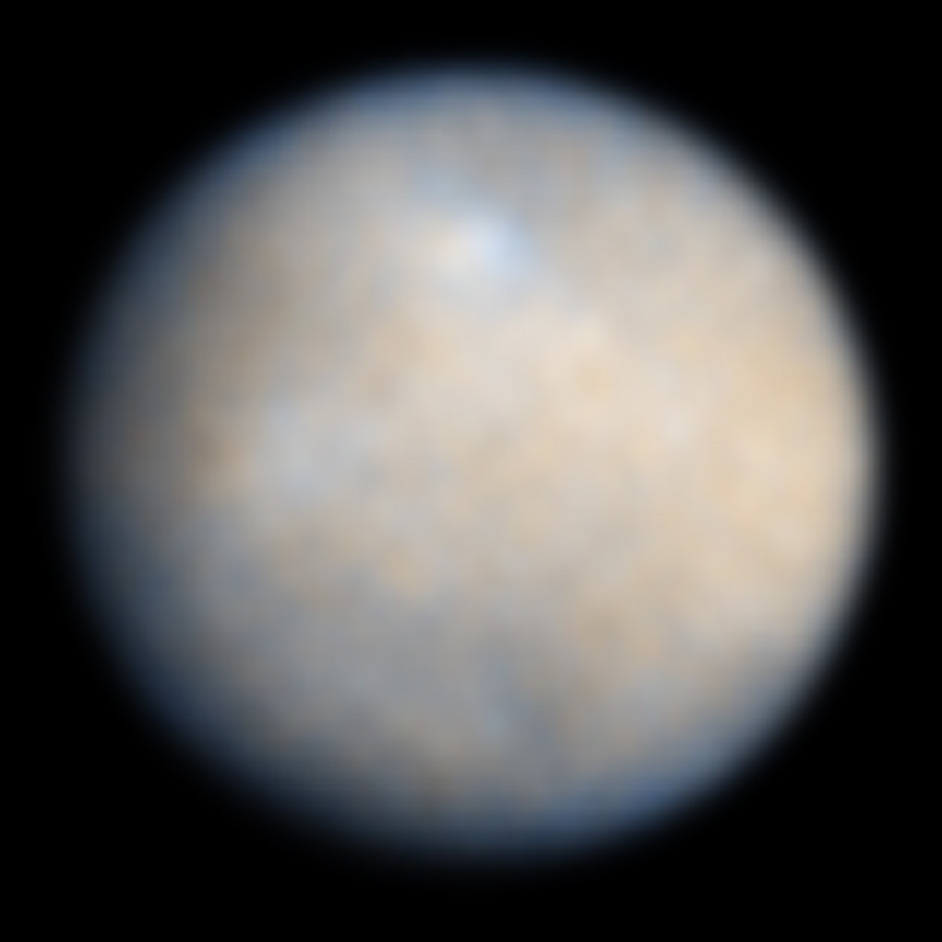